# Lars Olsson Smith

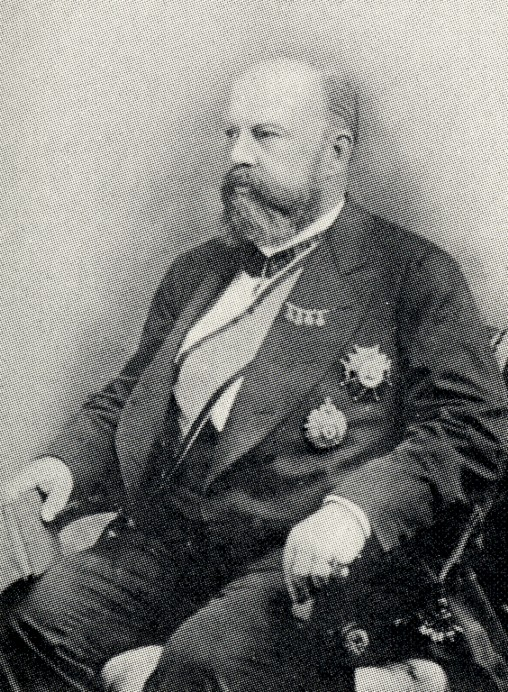
Lars Olsson Smith

Lars Olsson Smith, känd som L.O. Smith, född 12 oktober 1836 i Kiaby, Kristianstads län, död 9 december 1913 i Karlskrona, var en svensk industriman och politiker. Han kallades Brännvinskungen, eftersom han dominerade brännvinsbranschen i Stockholm mot slutet av 1800-talet. Vidare var Smith upphovsman till Absolut rent brännvin (vilket senare blev Absolut Vodka) och Tiodubbelt Renat.

## Biografi

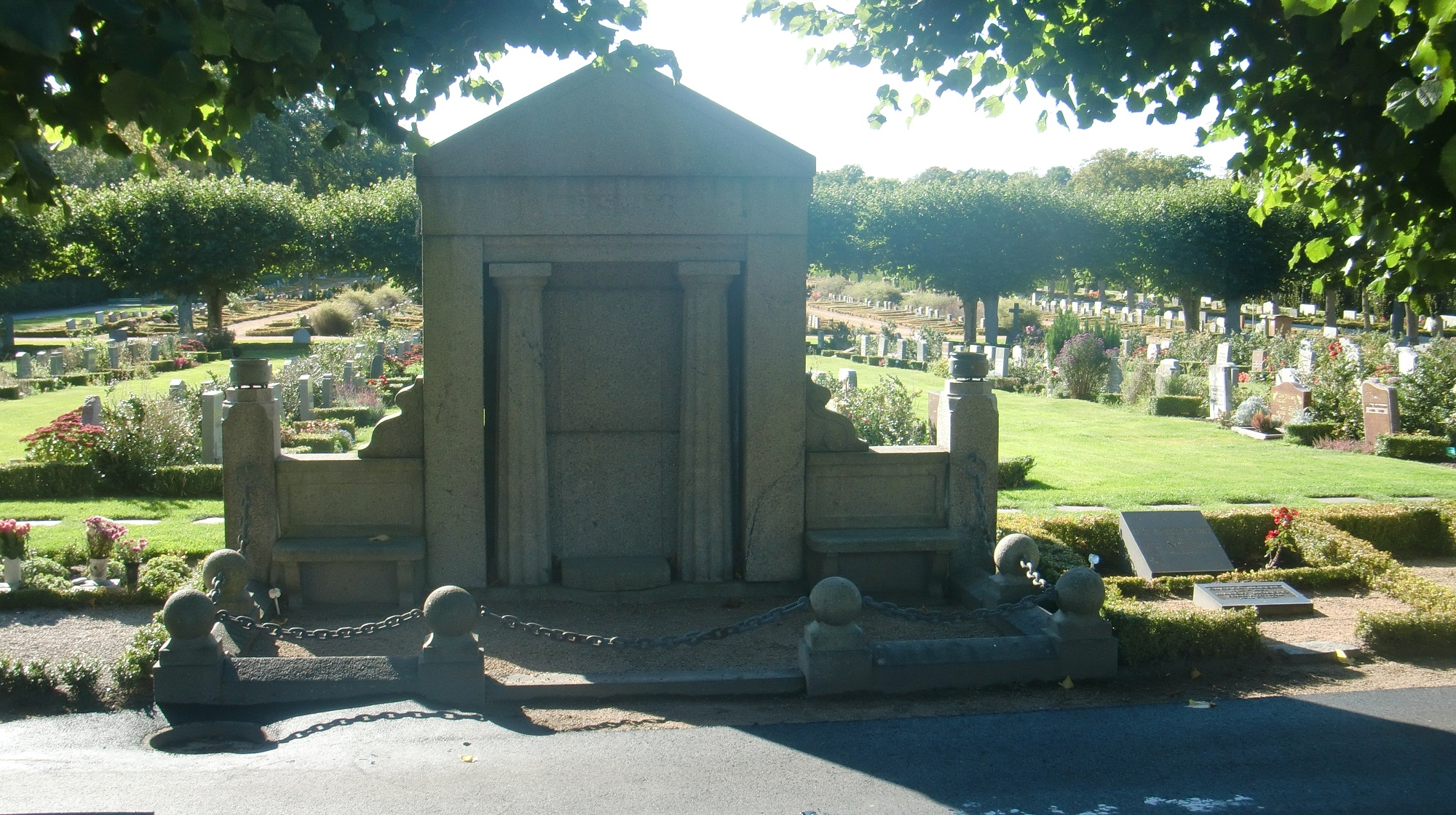
LO Smiths grav

Efter faderns konkurs fick Lars Olsson Smith vid åtta års ålder plats i en specerihandel i Karlshamn. Där blev han så väl behandlad av sin fosterfar, konsul Carl Smith, att han antog dennes namn. Från 1850 hade han anställning i Stockholm först i en speceriaffär, sedan hos skeppsklarerare. 1858 etablerade han agentur för en hel rad brännerier i Skåne och Blekinge samt en modern, anläggning på Reimersholme. Brännarna som Smith installerade där gjorde honom rik genom att framställa sprit med ovanligt låg finkelhalt; det mest kända brännvinet var "Tiodubblat renat". De överlägsna produkterna gjorde att han konkurrerade ut de kommunala brännerierna. Detta ledde till att Stockholms stad försökte stoppa honom. Smith placerade dock bränneriet på Reimersholme i Brännkyrka landskommun, alldeles utanför Stockholms stads dåvarande gränser. Han sålde spriten från Fjäderholmarna i Lidingö kommun, dit han hade båtar som gick i skytteltrafik för att förse stockholmarna med rent brännvin.
Smith blev både rik och mäktig och blev i folkmun kallad Brännvinskungen. 
Affären utvidgades snart med ett stort spritförädlingsverk på Reimersholme, varifrån brännvinshandel bedrevs i sådan utsträckning att vissa kontrollåtgärder måste vidtagas från det allmännas sida. Eftersom Reimersholme på den tiden låg utanför Stockholms stads gränser, vilket var avsiktligt från Smiths sida, så kunde inte stadens ordningsstadgar användas emot verksamheten.
Med socialisten-skräddaren August Palm hade Smith många duster, vilket till och med kunde ta sig handgripliga uttryck mellan de bägge männen.[källa behövs]

## Socialt intresse
Som socialt intresserad blev Smith fängslad av kooperationens idé och bildade från 1883 i sådant syfte så kallade arbetarringar på flera ställen i landet. Dessa föreningar upplöstes emellertid snart och det enda minne som i början av 1900-talet återstod av dem var Arbetarringens bank i Stockholm. Ej heller hans billiga matinrättningar för arbetare, så kallade ångkök, hade lång varaktighet.

## Smith som riksdagsman
1885 kom Smith in i första kammaren, vald av Blekinge läns landsting. Han hade ingen framgång på den parlamentariska arenan och förkortade 1891 själv sin karriär inom politiken genom avsägelse.

## Det spanska spritkriget
Smith hade gjort oerhörda förluster som huvuddelägare i Karlshamns stora spritförädlingsverk, som förlitande sig på den 1887 förnyade spanska handelstraktaten av 1883 till Spanien exporterat ej mindre än 16 000 fat 96-procentig sprit, värda omkring 12 miljoner kronor. Men Cortes antog, efter påtryckningar från okänt håll, en lag om ”efterskatt” på sprit. Karlshamnsbolaget kunde inte genast betala denna skatt, eftersom de måst pantsätta sin spanska sprit hos firman C. de Murrieta i London inför den kolossala affären. Därför blev man tvungen att sälja av stora delar av denna sprit till vrakpris, med en total förlust på affären på nära 6 miljoner kronor. 
Därpå följde de Smithska reklamationerna, det vill säga en diplomatisk aktion i saken från svensk sida. Detta gjordes utan större energi, och fick endast konsekvensen att skiljedomsmålet fick en ensam domare (den portugisiske envoyén i Madrid, greve Casal Ribeiro) istället för de vanliga tre.
Julaftonen 1888 föll domslutet, vilket var att frågan vore att anse som en inre spansk angelägenhet. Smith försökte vid riksdagen 1889 att med sin stadgade rätt (regeringsformen § 38) bringa saken inför Konstitutionsutskottet, men detta fick lika litet resultat som hans långa inlägg i första kammarens dechargedebatt.

## Familj
Lars Olsson Smith gifte sig den 31 januari 1860 med Marie Louise, född Collin, (1840-1923). De fick fyra barn:
Carl Gustaf Smith, född 1862. Han utbildade sig till ingenjör och ägnade sig framför allt åt stenindustrin. Han var uppfinningsrik och tog ut en rad patent, bland annat för nya bergborrningsmaskiner och utvecklingen av nya metoder vid byggandet av järnvägar och spårvägar och vid omvandlingen av större stenblock till gatsten.
Otto Smith (1864–1935) blev företagare och känd myntsamlare.
Lucie Smith, sedermera Lucie Lagerbielke, född 1865, gift 1884 med friherre B.A.H. Lagerbielke, änka 1906, skrev under dels eget namn och pseudonymerna ”Tor Delling” och ”Vitus” teosofiska avhandlingar, såsom Själens lif (3 uppl. 1911), Själens lif ännu en gång (samma år) och Mysteria (1915). Även verksam som skönlitterär författare: Daniel, ett lifsöde (1913) och En sällsam upplefvelse (samma år).
Mary Smith, (1868–1943), gift 1887 med den osmanske ambassadören i Stockholm, Jean Karadja pascha. Hon utgav åtskilliga arbeten såsom Étincelles (1891–92), Seger (1897), A.B.C. Poste Restante (1898), Fulingens kärlekssaga (1899), Mot ljuset (samma år; i engelsk översättning "Lightwards", 1910) samt åtskilliga rent spiritistiska skrifter och tal, till exempel Neognostikernas samfund (1913). Hon verkade också som spiritistiskt medium. Paret fick sonen Constantin Karadja, som blev rumänsk diplomat och som räddade tiotusentals judars liv under andra världskriget.
Smiths senare dagar förmörkades av familjetvister och ekonomiska bekymmer, vilka han, förmodligen inte helt objektivt, skildrat i sina memoarer (andra upplagan 1913). L.O. Smiths fru i andra äktenskapet, Anna Viktoria, född Kalldin (1875-1941), ligger begravd tillsammans med honom i familjegraven.